# Stranded in Arcady
Stranded in Arcady er en amerikansk stumfilm fra 1917 af Frank Hall Crane.

## Medvirkende
- Irene Castle som Lucy Millington
- Elliott Dexter som Donald Prime
- George Majeroni som Edward Blandish
- Pell Trenton som Edward Girder